# バーチャルライツ
NPO法人バーチャルライツ（英語: Virtual Rights Specified Nonprofit Corporation）は、VR空間における表現の自由とプライバシー保護の擁護を図るとともにVR文化の発展を図り、互いの個性と人格を尊重しあえるインターネット空間の実現に寄与することなどを目的として設立された日本の特定非営利活動法人である。所轄庁は内閣府・千葉県庁、2021年3月29日設立。メタバースに係る政策研究事業、文化振興事業、調査事業、政策提言事業などを実施している。内閣府が設置する地方創生SDGs官民連携プラットフォームではメタバース分科会長を務める。

## 概要
NPO法人バーチャルライツは「バーチャルリアリティー空間における表現の自由とプライバシー保護の擁護を図るとともにバーチャルリアリティー文化の発展を図り、もって互いの個性と人格を尊重しあえるインターネット空間の実現に寄与することを目的とする。」という目的のために2021年3月29日に設立された、千葉県印西市に事務所を持つ特定非営利活動法人である。VRSNS「VRChat」で総会を開くなどの活動を行っている。また、Discordサーバーへの参加のみで匿名でも会員になれる「VR会員」という区分が存在する。
メタバースに関係するアドボカシー団体として、デジタル大臣政務官、経済産業省、文化庁、国政政党などと意見交換を行っている。

## 理事
- SUKANEKI（本名:國武悠人）

## 会員

### 正会員
議決権を持つ。バーチャルライツの目的に賛同して入会した個人及び団体が、本名及び住所で申し込むことでなれる会員。

### 賛助会員
議決権を持たない。バーチャルライツの目的に賛同して入会した個人及び団体が、本名で申し込むことでなれる会員。

### VR会員
議決権を持たない。バーチャルライツのDiscordサーバーへの参加のみで匿名でもなれる会員。

### 法人会員
議決権を持たない。バーチャルライツの理念に賛同し賛助するために入会した法人の会員。

### 文化団体
議決権を持たない。バーチャルライツの理念に賛同し、調査活動等に協力するVR文化に係る登録のある団体。

## 活動
2021年4月24日、専門家とVR市民の意見交換を目的にVR Citizen Conferenceが開催。専門家として、大田区議会議員の荻野稔、エンターテイメント表現の自由の会代表の坂井崇俊などが登壇した。
2021年6月6日、VR文化アンバサダーに11人が就任した。
2021年6月11日、VR文化を一般に向けて発信することを目的とするVR写真大賞が開始された。
2021年6月21日、子どもの貧困対策推進議員連盟の「子どもの貧困対策法成立８周年 院内集会 コロナ禍 子ども・若者のいのちと生活・学びを守ろう!」にてクリエイターへの経済的支援拡充を求める要望書が提出された。
2021年09月1日、AERA dot. が「『バ美肉』アニメ好きの20代新婚夫婦が女子高生を『殺害』した仰天の動機」との見出しで、東京都墨田区の女子高生が殺害された事件で、逮捕された群馬県の夫婦について取り上げた内容の記事を配信したことに対して、NPO法人バーチャルライツは、同日Twitterで、「アニメ・バ美肉と犯罪に関連があるかのような印象を読者に与えるものであり、個人の趣味趣向に対する差別を扇動するだけでなく、自己表現の形としての性の多様性を侵害するものだと考えています。」という内容の「緊急声明」を発表し、報道に関する意見公募を行った。
AERA dot.は、記事のタイトルを『「バ美肉」、アニメ好きの20代新婚夫婦が女子高生を「殺害」した仰天の動機』に修正。翌日、記事のタイトルをさらに修正し、「バ美肉」「アニメ」の箇所を削除した。あわせて、「記事は重大事件の容疑者の人となりに迫ろうとしたものであり、趣味と容疑とを関連づけるものではありません。しかし、読者に誤解を与えかねないとのご指摘を受け、見出しの「『バ美肉』、アニメ好きの」は削除しました。お詫びして訂正します。」との謝罪を追記した。
2021年9月2日、ABEMAニュースに理事長の國武悠人氏が出演し、バ美肉に関する説明が行われた。
2021年12月8日、メタバース振興に向け国政3政党に政策提言が行われた。
2022年1月15日、AERA dot. からお詫びの書面が送られたとの報告がなされた。
2022年2月15日、経済産業省商務情報政策局コンテンツ産業課からメタバースに係るヒアリングを受け、「Web3.0の考え方が既存の個人クリエイターやユーザーにとって本当に利益になるのか慎重に考える必要があること、あまりにも実態とかけ離れた政策立案を行うとクリエイターが施策に付いてこない可能性が高いこと」の報告がなされた。
2022年2月18日、参議院議員会館にて、山田太郎内閣府大臣政務官兼デジタル大臣政務官、赤松健日本漫画家協会理事、小山紘一政策担当秘書、坂井崇俊エンターテイメント表現の自由の会代表とメタバースに関する意見交換が行われた。
2022年5月16日、文化庁など、メタバース文化政策に関する担当者約15名と意見交換が行われた。
2022年6月1日、韓国のVR文化権益委員会とともに、国際メタバース協議会の設立を発表した。
2022年7月5日、国際連合経済社会理事会iCSOに登録申請を行い、承認された。
2022年7月19日、内閣府『地方創生SDGs官民連携プラットフォーム』の3号会員に加入した。
2022年7月27日、Meta日本法人Facebook Japanが主催する「METAVERSE EXPO JAPAN 2022」のパネルディスカッション「メタバースに求められる新しいルールの在り方」にMeta日本法人 Facebook Japan 公共政策本部長、経済産業省 商務情報政策局 コンテンツ産業課 課長補佐(産業戦略担当)、NPO法人バーチャルライツ 理事長の國武悠人氏の三者が登壇し、ルールメイキングについて議論した。
2022年8月16日、内閣府『地方創生SDGs官民連携プラットフォーム』に「メタバース分科会」が新しく設置され、NPO法人バーチャルライツ、理事長の國武悠人が分科会長に就任した。
2022年9月10日、ワールド巡り文化及びワールドクリエイティビティの促進を目的とするVR空間大賞が開始された。
2022年11月1日、役員の任期満了(2021/3/29~2022/10/31)に伴い、理事会及び社員総会にて新規の役員人事が承認された。

## 政策・主張

### NFT・ブロックチェーンについて
慎重派として活動している。2021年11月に国政政党に対して行われた提言では「本来のVR/メタバースとはかけ離れた業種の団体がメタバースを称して活動する事例が散見される」として、NFT・ブロックチェーンとメタバースを関連付ける動向に苦言を呈している。また、経済産業省からのヒアリングでは「NFTに係る部分に関してはコンテンツとある程度切り離して考える必要がある」と回答しているほか、デジタル大臣政務官との意見交換については『山田太郎先生から「NFTに問題点があるというのであれば早々に自民党としてもその点を踏まえた議論を行うことが良いと考える。」とのご意見を頂きました。』との報告が行われている。

### メタバースの定義について
Mogura VR News 編集部の質問状に対して、「生まれながらの人種、性別などの属性や物理法則にとらわれない表現が可能で、文化的活動も行われているようなインターネット上の空間」がイメージしているメタバースだと回答している。また、発展のためには表現の自由の擁護、クリエイター支援、認知拡大が重要だと回答しているものの、「急進的な「展開」は既存の文化的基盤を不安定化させる要因にもなり得る」として投機的な側面を含む急進的な「展開」には慎重な姿勢をとっているとしている。

## 表彰・栄典
- 日本赤十字社銀色有功章[39]
- 日本赤十字社東京都支部感謝状[40]
- 日本赤十字社東京都支部感謝状[41]
- 第17回マニフェスト大賞コミュニケーション戦略賞優秀賞（毎日新聞・早稲田大学マニフェスト研究所）[42]

## 沿革
2021年1月31日、VRChat上で設立総会を開催。
2021年3月25日、設立が特定非営利活動促進法第12条第1項の規定により認証された。
2021年3月29日、千葉県法務局への登記申請をもってNPO法人化。同日、VRChat上で「NPO法人バーチャルライツ設立記念パーティー」が開催された。